# Cryptogemma chilensis
Cryptogemma chilensis é uma espécie de gastrópode do gênero Cryptogemma, pertencente a família Turridae.